# Sakala
Sakala är ett estniskt historiskt landskap. Det omfattar Pärnumaa och stora delar av Viljandimaa – från Pärnufloden och Navestifloden söderut till Salisfloden. 